# Blauw-Wit Amsterdam
Blauw-Wit Amsterdam – holenderski klub piłkarski mający siedzibę w Amsterdamie.

## Historia
Klub założony został w 1902. Domowe mecze rozgrywał na Stadionie Olimpijskim w Amsterdamie. W 1972 Blauw-Wit połączył się z klubem DWS tworząc klub FC Amsterdam. W 1973 nowy klub połączył się z Volewijckers Amsterdam, lecz nadal występował pod nazwą FC Amsterdam. Klub Blauw-Wit Amsterdam wciąż istnieje, ale już tylko jako zespół amatorski.

## Sezony klubu w Eredivisie
| Sezon     | Miejsce | M  | Z  | R | P  | Br+ | Br- | Br+/- | Pkt | Uwagi              |
| 1957/1958 | 13      | 34 | 11 | 8 | 15 | 56  | 59  | -3    | 30  |                    |
| 1958/1959 | 14      | 34 | 9  | 8 | 17 | 62  | 79  | -17   | 26  |                    |
| 1959/1960 | 16      | 34 | 12 | 5 | 17 | 53  | 82  | -29   | 29  | Baraż o utrzymanie |
| 1961/1962 | 3       | 34 | 16 | 9 | 9  | 71  | 54  | 17    | 41  |                    |
| 1962/1963 | 11      | 30 | 12 | 4 | 14 | 48  | 56  | -8    | 28  |                    |
| 1963/1964 | 15      | 30 | 5  | 8 | 17 | 44  | 71  | -27   | 18  | Spadek             |